# Bilall Syla
Bilall Syla (ur. 14 marca 1965 w Medveđi) – kosowski działacz społeczny, żołnierz UÇK.

## Życiorys
Podczas wojny w Kosowie służył w szeregach UÇK jako dowódca brygady Feken, w 1999 roku uczestniczył w bitwie o Pashtrik. Pracował następnie w Stuttgarcie oraz rozpoczął działalność na rzecz weteranów i poległych w wojnie żołnierzy UÇK, a także ich rodzin.